# Antoine Bauza
Antoine Bauza (25 agosto 1978) è un autore di giochi francese.

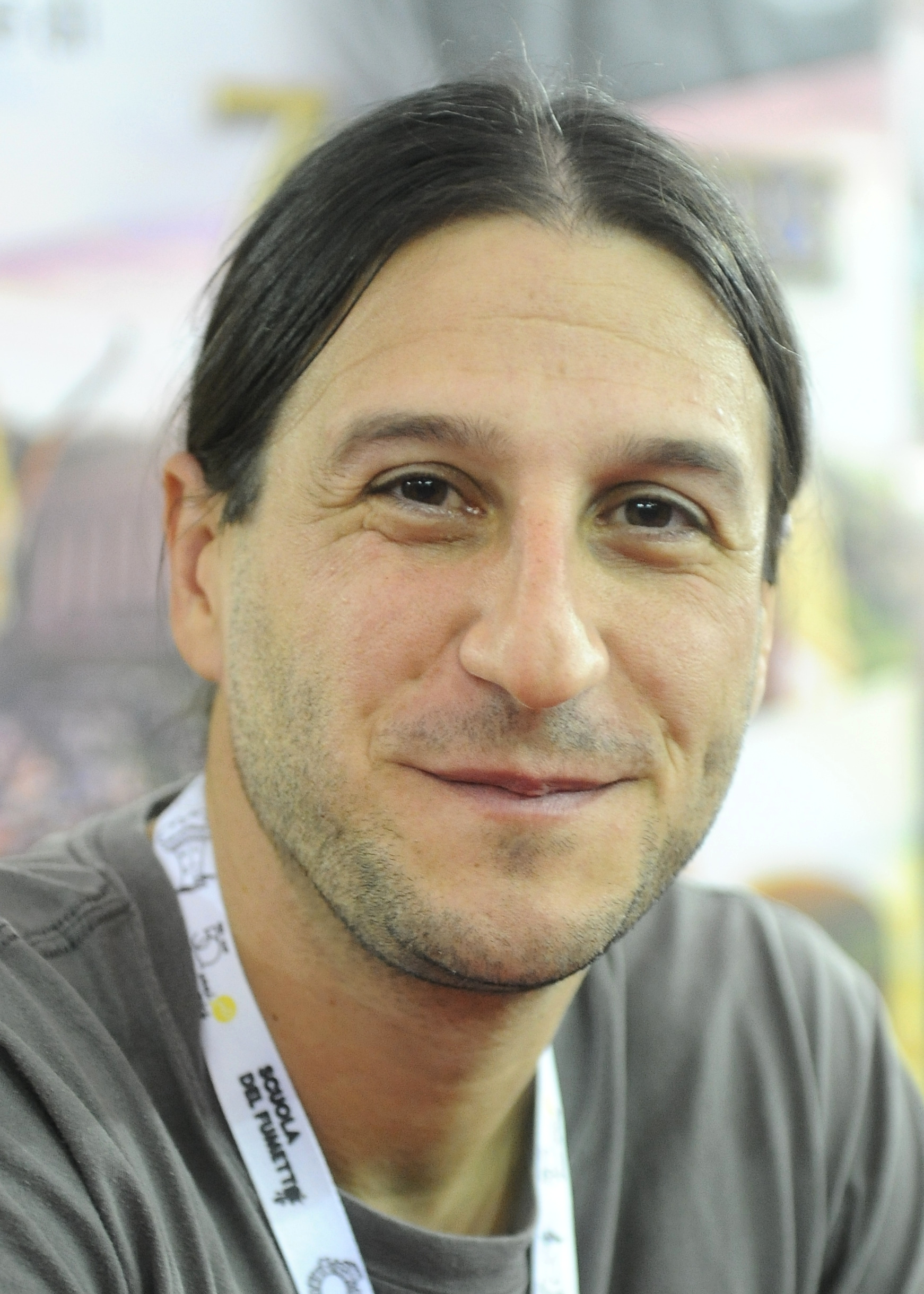
Antoine Bauza a Lucca Comics & Games 2016

Progetta giochi da tavolo, giochi di ruolo e videogiochi, oltre ad essere un autore di libri per bambini.

## Biografia
Dopo aver completato gli studi universitari in chimica e informatica nel 2003, ha cominciato a specializzarsi nella creazione di videogiochi presso L'École Nationale du Jeu et des Médias Interactifs Numériques  di Angoulême. In seguito ha lavorato come insegnante di scuola per tre anni prima di dedicarsi alle sue attività creative. Conduce anche corsi e laboratori di progettazione del gioco. Molti dei suoi giochi da tavolo hanno ricevuto numerosi premi.
Nel gennaio 2025, il suo gioco 7 Wonders è stato inserito tra i venticinque giochi nella BoardGameGeek Hall of Fame 

## Ludografia
- Gattacitrova (Chabyrinthe),  2007, Cocktail Games
- Ghost Stories,  2008, Repos Production
- Hurry'Cup, 2008, Hurrican
- Bakong, 2009, Asmodée Éditions
- Pocket Rockets, 2009, Hazgaard Editions
- con Bruno Faidutti, Pony Express, Funforge,  2009
- Monster Scaccia i Mostri! (La Chasse aux Monstres ), 2009, Le Scorpion Masqué
- 7 Wonders, 2010, Repos Production
- con Ludovic Maublanc , Le Donjon de Naheulbeuk , 2010, Repos Production
- Hanabi, 2010, Asmodée Éditions
- con Serge Laget, Mystery Express, 2010, Days of Wonder
- Rockband Manager, 2010, Edge Entertainment
- Dojo, 2011, Hazgaard Editions
- con Bruno Cathala, Dr. Shark, 2011, Hurrican
- Takenoko, 2011, Bombyx
- con Bruno Cathala, Witty Pong, 2011, Witty Editions
- con Corentin Lebrat, Ali, 2012, Libellud
- Tokaido, 2012, Funforge
- con Bruno Cathala, Il Piccolo Principe, 2013
- con Ludovic Maublanc, Terror in Meeple City, 2013
- Samurai Spirit, 2014, Funforge

## Premi e riconoscimenti
Tra i vari premi vinti da Bauza i più importanti sono:
- 2010
  - Meeples' Choice Award con 7 Wonders;
- 2011
  - Deutscher Spiele Preis con 7 Wonders;
  - Kennerspiel des Jahres con 7 Wonders;
- 2012
  - As d'Or Jeu de l'année con Takenoko;
  - Premio À la Carte con Hanabi;
- 2013
  - Spiel des Jahres con Hanabi[2];
- 2014
  - Gioco dell'Anno con Il Piccolo Principe.